# Let Mortal Heroes Sing Your Fame
Let Mortal Heroes Sing Your Fame – piąty album zespołu Summoning, wydany w 2001 roku przez Napalm Records. W sferze tekstowej muzycy zainspirowali się nie tylko - jak na poprzednich płytach - twórczością J.R.R. Tolkiena, ale również dorobkiem literackim Michaela Moorcocka. Po raz pierwszy również, w utworze Farewell, posłużyli się czystymi chóralnymi wokalami.

## Lista utworów
1. „A New Power Is Rising” - 4:08
2. „South Away” - 6:04
3. „In Hollow Halls Beneath The Fells” - 8:56
4. „Our Foes Shall Fall” - 7:01
5. „The Mountain King’s Return” - 8:53
6. „Runes Of Power” - 5:51
7. „Ashen Cold” - 6:16
8. „Farewell” - 9:19

## Twórcy
- Protector (Richard Lederer) - śpiew na ścieżkach 3, 4, 6 i 7, gitara elektryczna, instrumenty klawiszowe, programowanie perkusji
- Silenius (Michael Gregor) - śpiew na ścieżkach 2, 5 i 8, gitara basowa, instrumenty klawiszowe